# قلعة سميران
قلعة سميران هي قلعة تاريخية تعود إلى الملك محمد بن مسافر بن كثير الغامدي، وتقع في بهرام آباد، محافظة قزوين.